# Wei Jianhua
Wei Jianhua (née le 23 mars 1979) est une athlète chinoise, spécialiste du lancer du javelot. 

## Biographie
Wei Jianhua a détenu le record d'Asie du lancer du javelot avec un jet à 63,92 m réalisé à Pékin en 2000. Cette performance est améliorée par sa compatriote Lu Huihui en avril 2012, avec 64,95 m.

### Palmarès
| Date | Compétition                   | Lieu     | Résultat | Performance |
| ---- | ----------------------------- | -------- | -------- | ----------- |
| 1998 | Championnats du monde juniors | Annecy   | 3e       | 59,10 m     |
| 1999 | Championnats du monde         | Séville  | 7e       | 62,97 m     |
| 2000 | Jeux olympiques               | Sydney   | 10e      | 58,33 m     |
| 2001 | Jeux de l'Asie de l'Est       | Osaka    | 1re      | 61,10 m     |
| 2001 | Championnats du monde         | Edmonton | 10e      | 58,45 m     |
| 2001 | Universiade                   | Pékin    | 3e       | 57,84 m     |

### Records
| Épreuve           | Performance | Lieu  | Date         |
| ----------------- | ----------- | ----- | ------------ |
| Lancer du javelot | 63,92 m     | Pékin | 18 août 2000 |